# 三島ゆかり
三島 ゆかり（みしま ゆかり、1986年8月29日 - ）は、日本のタレント、元グラビアアイドル、元レースクイーン。愛称はゆかりんご。
大阪府大阪市旭区出身。元プラチナムプロダクション所属で、現在はアライブエンタテインメントに所属している。

## 来歴

### タレント活動開始〜プラチナム時代
3人兄妹の末っ子（姉と兄がいる）として大阪府大阪市旭区に生まれる。大阪市立大宮中学校、大阪市立桜宮高等学校卒業。
2004年、テレビ東京系で放送されたオーディション番組『未来MODEL』に出場。その時のファイナリストの1人だった中鉢明子（元ホリプロ所属）とは今でも仲良しである。
高校卒業後、OLの仕事を経て2008年5月に上京。プラチナムプロダクションをアポなしで飛び込み、対応してくれたマネージャーに気に入られて契約を結ぶ。同年9月26日、スカパー!・エンタ!731の『AKiBAッテキ!!』でタレントとしてのTV初出演を果たす。
2009年12月、セクシー☆オールシスターズ内に5人組ガールズユニット「美脚戦隊スレンダー」が結成。スレンダーグリーン役としてアイドル活動を行う。西口プロレスのラウンドガールや、フジテレビの深夜バラエティ番組『捨てる恋あれば拾う恋あり』への出演もあった。
2011年、春那美希、佐野真彩と共にSUPER GT「Weds Sport RACING PROJECT BANDOH」のレースクイーンとして活動。自身は事務所に入った頃からレースクイーンに憧れていたが、2年連続でオーディションに落選しており、念願叶っての採用となった。なお、Wedsはこの年からSUPER GT500クラスにグレードアップしたため、コスチュームのロゴが「Weds Sport Super GT 500 Racing Team BANDOH」に変更されている。同年12月16日にはイメージDVD『好きやで。』をリリース。
2012年3月、Wedsのレースクイーンをプラチナムの同僚だった吉浦遥に譲る形でRQ業から引退。同年4月から1年半、テレビ東京のパチンコ・パチスロ番組『今夜もドル箱!!S』に“M-3hree”の一員としてレギュラー出演した。
東京オートサロンでは2013年にavexキャンペーンガールとして出演。2014年にはニューギン『花の慶次』ブースでコスプレを披露している。

### アライブエンタテインメント移籍〜現在
2014年12月7日を以って撮影会モデルを卒業、水着グラビアからも卒業した。また、在籍していた美脚戦隊スレンダーも同年に解散、ヌードルカフェも同年に卒業する予定であることから、芸能界から引退するものとみられたが、2014年12月12日の自身のブログで引退こそ否定したものの、所属するプラチナムプロダクションを離れ、東京での芸能活動を終了。2015年から地元大阪に芸能活動の拠点を移すことを発表した。そして同年3月4日、アライブエンタテインメント所属となったことをブログで発表。同年7月26日から、サンテレビの情報番組『アサスマ!』にリポーターとして出演している。
2016年5月、パチンコ店「スーパードーム大和高田店」のイメージガールに就任し、2021年3月まで約5年間活動。2017年6月27日には『踊る!さんま御殿!!』（日本テレビ）にゲスト出演。自身久々の在京民放テレビ局番組出演となった。この年には原紀舟、青山ハル、宮瀬れい、のまももかと共に5人組ユニット“Free5”としても活動していた。
タレント活動10周年を迎えた2018年5月には、自身のYouTubeチャンネル“ゆかりんごチャンネル”を開設。また2019年1月4日からは、ゲームに特化した“ゆかりんごGAMES”というチャンネルを設けた。2019年4月からはウメダFM（Be Happy!78.9）でラジオパーソナリティを担当している。
2021年4月14日、公式ブログにて結婚したことを発表している。更に同年12月16日には公式ブログにて第一子の妊娠を発表した。

## 人物
- 「三島」という名字は芸名で、和歌山県の行きずりの漁師が考えたものだという[29]。
- 趣味は映画鑑賞、カラオケ、ショッピング。
- 特技はバレーボール、ゴルフ、一発芸、ものまね、けん玉（初段[動画 2]）。
- トイプードル♂を飼っている。名前は「りんご」。毛だらけ。茶色[動画 3]。
- 通っていた中学校の先輩に、同じ大阪市旭区出身のレースクイーン・真矢[3][30]がおり、後輩に女優の村川絵梨がいた[31]。
- ブログによれば現在は実家暮らしで、アルバイトもしている（2020年現在は1人暮らし）。

## 主な活動

### レースクイーン
- SUPER GT GT500クラス 19号車「Weds Sport RACING PROJECT BANDOH レースクイーン」（2011年）

### テレビ番組
- 中居正広の(生)スーパードラマフェスティバル（フジテレビ系・2009年1月5日） - 森田泉美と共にアシスタントとして出演[32]。
- あらびき団（TBS・2009年2月4日）
- 捨てる恋あれば拾う恋あり（フジテレビ系・2010年4月 - 9月）[11]
- 明日使える! ジャパニーズジョークSHOW テッパン（日本テレビ・2010年9月29日）
- AKIBA18エンタメTV（あっ!とおどろく放送局・2011年5月4日 - ）
- ゴッドタン 〜The God Tongue 神の舌〜（テレビ東京・2012年2月18日）
- 今夜もドル箱!!S（テレビ東京、2012年4月3日 - 2013年9月24日）- 「M-3hree」のメンバーとしてレギュラー出演[15]。
- 内村さまぁ〜ず(MXテレビ、「木下のナルシスト振りを正してあげたい男達!!」、2012年10月)
- 日本全国ご自慢列島 ジマング（2014年10月14日 他、フジテレビ）
- アサスマ!（サンテレビ、2015年7月26日 - 現在）[22]
- 痛快!明石家電視台（毎日放送、「関西在住フリーアナウンサーのグチSP」、2015年11月30日）
- うたの旅人（サンテレビ、2017年1月 - 3月）司会[33]
- 踊る!さんま御殿!!（日本テレビ、「上品レディーVSノット上品関西女」・2017年6月27日）[24]
- プレミアム歌謡ショー（サンテレビ、2018年5月 - ）MCアシスタント[34]
- 6時のわかやま（テレビ和歌山、2019年4月 - 2020年3月） - 「和歌山新歳時記」コーナーレポーター[35]
- ザ・熱唱バトル! わかやまカラオケ大賞 TONPEIの探せ!うた自慢!!（テレビ和歌山、2019年4月 - ）MCアシスタント

### ラジオ番組
- Moon Light Party!!「ゆかりんごの旅してナイト」（2016年1月2日 - 3月26日、FM-FUJI）[36]
- 大原かずみの明日花（2016年10月2日 - 2018年4月、ラジオ関西）[37]
- Be Free! （2019年4月5日 - 2020年3月27日、ウメダFM）[27]
- Be Travel!（2020年4月3日 - 、ウメダFM）[IS 2]

### 舞台
- PUNCH LINE! Vol.04「笑いと音楽のショー」（銀座みゆき館劇場・2009年2月）

### イベント
- CAGE FORCE 08ラウンドガール（2008年9月27日、ディファ有明）
- CAGE FORCE EX -eastern bound- ラウンドガール（2009年2月28日、所沢市民体育館）
- 西口プロレスラウンドガール（2009年11月 - 2011年1月）[10]
- 東京オートサロン2013「avexキャンペーンガール」（2013年1月）[注 3]
- 東京オートサロン2014「ニューギンブースモデル」（2014年1月）[注 4]
- 第4回ATC大喜利ぐらんぷり決勝大会 審査員（2015年5月17日、アジア太平洋トレードセンター前広場）[38]
- 大阪モーターサイクルショー2016「南海部品ブースステージMC」（2016年3月19日 - 21日、インテックス大阪）[39]
- スーパードーム大和高田店イメージガール（2016年5月[23] - 2021年3月[IS 1]）
- 大阪モーターサイクルショー2017「南海部品ブースステージMC」（2017年3月18日 - 20日、インテックス大阪）[40]
- ハワイフェスティバルin OSAKA イベントMC（2018年5月4日、湊町リバープレイス）[34]
- GIII 第30回アサヒビールカップ スペシャルステージMC（2019年7月13日、住之江競艇場）[IS 3]

### パチンコ
- CRラブ嬢～ご延長の方はいかがなさいますか?～（2011年5月、平和）クラブラベンダーのキャバ嬢・ゆかり役[41]

## DVD
- 好きやで。（イーネット・フロンティア・2011年12月16日発売）